# Шанти Мантры
Шанти-мантры, или мантры "Мира", или панча-шанти, — это индуистские молитвы о мире (шанти), содержащиеся в Упанишадах. Обычно они произносятся в начале и в конце религиозных ритуалов и бесед.
Шанти-мантры произносятся в начале некоторых тем Упанишад. Считается, что они успокаивают ум и окружение читающего. Считается также, что их чтение устраняет любые препятствия на пути выполнения начатого дела.
Шанти-мантры всегда заканчиваются священным слогом ом (auṃ) и тремя произнесениями слова "шанти", что означает "мир". Причина трехкратного произнесения - успокоение и устранение препятствий в трех сферах:
1. Физическое, или Адхи-Бхаутика, царство может быть источником препятствий, исходящих из внешнего мира, таких как дикие животные, люди, природные катаклизмы и т. д.
2. Божественное, или Адхи-Дайвика, - источник препятствий, исходящих из внечувственного мира духов, призраков, божеств и полубогов.
3. Внутреннее царство, или Адхьяатмика, — это источник препятствий, возникающих из собственного тела и ума, таких как боль, болезни, лень и рассеянность.

Их называют "тапа-трайя", или три класса препятствий. Считается, что при произнесении шанти-мантры препятствия из этих царств умиротворяются.
Вот шанти-мантры из различных Упанишад и других источников.

### ИшаиБрихадараньякаУпанишады
| ॐ पूर्णमदः पूर्णमिदम् पूर्णात् पूर्णमुदच्यते \| पूर्णस्य पूर्णमादाय पूर्णमेवावशिष्यते | ॐ शान्तिः शान्तिः शान्तिः |  | oṃ pūrṇam adaḥ pūrṇam idam pūrṇāt pūrṇam udacyate pūrṇasya pūrṇam ādāya pūrṇam evāvaśiṣyate oṃ śāntiḥ śāntiḥ śāntiḥ | Ом! Это бесконечный (человек), и это (вселенная) бесконечно. Бесконечное проистекает из бесконечного. (Затем) принимая бесконечность бесконечной (вселенной), Она остается одним лишь бесконечным (Брахманом). Ом! Мир! Мир! Мир! |

Перевод и значение мантры можно понять, если известен контекст, в котором мантра цитируется в Упанишадах. Для перевода и объяснения этих мантр необходимо предварительное понимание Веданты. Брихадараньяка Упанишада объясняет Сознание, и именно в этом контексте необходимо понимать эту Шанти Мантру.

### ТайттирияиКатхаУпанишады
| Дэвангари                                                                      | Транслитерация | Перевод |
| ------------------------------------------------------------------------------ | --- | --- |
| ॐ सह नाववतु \| सह नौ भुनक्तु \| सह वीर्यं करवावहै \| तेजस्विनावधीतमस्तु मा विद्विषावहै॥ ॐ शान्तिः शान्तिः शान्तिः॥ | Oṃ saha nāv avatu saha nau bhunaktu saha vīryaṃ karavāvahai tejasvi nāv adhītam astu mā vidviṣāvahai \| Om śāntiḥ śāntiḥ śāntiḥ | Ом! Пусть Бог защитит нас обоих вместе; Пусть Бог питает нас обоих вместе; Пусть мы работаем вместе с большой энергией; Пусть наша учеба будет энергичной и эффективной, и пусть мы не будем взаимно спорить (или не будем ненавидеть друг друга); Ом! Пусть будет мир во мне! Пусть будет мир в моем окружении! Пусть будет мир в силах, которые действуют на меня! |

### Веды
Существуют и другие Шанти-мантры из Вед, среди которых выделяются следующие:
| Дэвангари | Транслитерация | Перевод |
| --- | --- | --- |
| ॐ द्यौः शान्तिरन्तरिक्षं शान्तिः पृथिवी शान्तिरापः शान्तिरोषधयः शान्तिः । वनस्पतयः शान्तिर्विश्वेदेवाः शान्तिर्ब्रह्म शान्तिः सर्वं शान्तिः शान्तिरेव शान्तिः सा मा शान्तिरेधि ॥ ॐ शान्तिः शान्तिः शान्तिः ॥ — यजुर्वेद ३६:१७ | oṃ dyauḥ śāntir antarikṣaṃ śāntiḥ pṛthivī śāntir āpaḥ śāntir oṣadhayaḥ śāntiḥ vanaspatayaḥ śāntir viśvedevāḥ śāntir brahma śāntiḥ sarvaṃ śāntiḥ śāntir eva śāntiḥ sā mā śāntir edhi oṃ śāntiḥ śāntiḥ śāntiḥ — Yajurveda 36:17 | Ом. Пусть мир излучается там во всем небе, а также в огромном эфирном пространстве повсюду. Пусть мир царит на всей земле, в воде и во всех травах, деревьях и растениях. Пусть мир струится по всей Вселенной. Да пребудет мир во всей Вселенной. И пусть во всем всегда царит мир и только мир. Ом мир, мир и мир нам и всем существам! — (Перевод Свами Абхедананды, Рамакришна Веданта Матх, Индия) |
| ॐ असतो मा सद्गमय । तमसो मा ज्योतिर्गमय । मृत्योर्माऽमृतं गमय ॥ ॐ शान्तिः शान्तिः शान्तिः ॥                                                                       | oṃ asato mā sad gamaya tamaso mā jyotir gamaya mṛtyor mā 'mṛtaṃ gamaya oṃ śāntiḥ śāntiḥ śāntiḥ | Ведите нас от нереального к реальному Ведите нас от тьмы к свету Ведите нас от смерти к бессмертию Ом мир, мир, мир! |
| ॐ सर्वेषाऺ स्वस्तिर्भवतु । सर्वेषाऺ शान्तिर्भवतु । सर्वेषाऺ पूर्णं भवतु । सर्वेषाऺ मङ्गलं भवतु । ॐ शान्तिः शान्तिः शान्तिः ॥                                                      | oṃ sarveṣāṃ svastir bhavatu \| sarveṣāṃ śāntir bhavatu \| sarveṣāṃ pūrṇaṃ bhavatu \| sarveṣāṃ maṅgalaṃ-bhavatu \| oṃ śāntiḥ śāntiḥ śāntiḥ                                                                                     | Да будет Благополучие во всех, Да будет мир во всем, Да будет Исполнение во всем, Да будет благоприятствование во всем, Ом Мир, Мир, Мир. — (Перевод Свами Абхедананды, Рамакришна Веданта Матх, Индия) |